# 凉泉镇
凉泉镇，是中华人民共和国辽宁省铁岭市西丰县下辖的一个乡镇级行政单位。

## 行政区划
凉泉镇下辖以下地区：
屋佳村、中兴村、凉泉村、泉北村、禹甸村、勤廉村、德贤村、德胜村、涌泉村和保安村。